# Jadyn Wong
Jadyn Wong (Medicine Hat, 11 mei 1985) is een Canadese actrice.

## Biografie
Wong werd geboren in Medicine Hat als dochter van ouders uit Hongkong. Zij doorliep de highschool aan de Medicine Hat High School in haar geboorteplaats. Hierna begon zij met een studie bedrijfseconomie aan de Universiteit van Calgary in Calgary, maar besloot al snel haar studie te wijzigen in theaterwetenschap. In 2006 verliet zij de universiteit om te gaan acteren in de miniserie Broken Trail. Later ontving zij een diploma in handel van de Universiteit van Brits-Columbia in Brits-Columbia. 
Wong begon in 2006 met acteren in de miniserie Broken Trail, waarna zij nog verschillende rollen speelde in televisieseries en films. Zij is vooral bekend van haar rol als Happy Quinn in de televisieserie Scorpion waar zij in 93 afleveringen speelde (2014-2018). 
Wong is een geoefende pianospeelster, en heeft een zwarte band in karate.

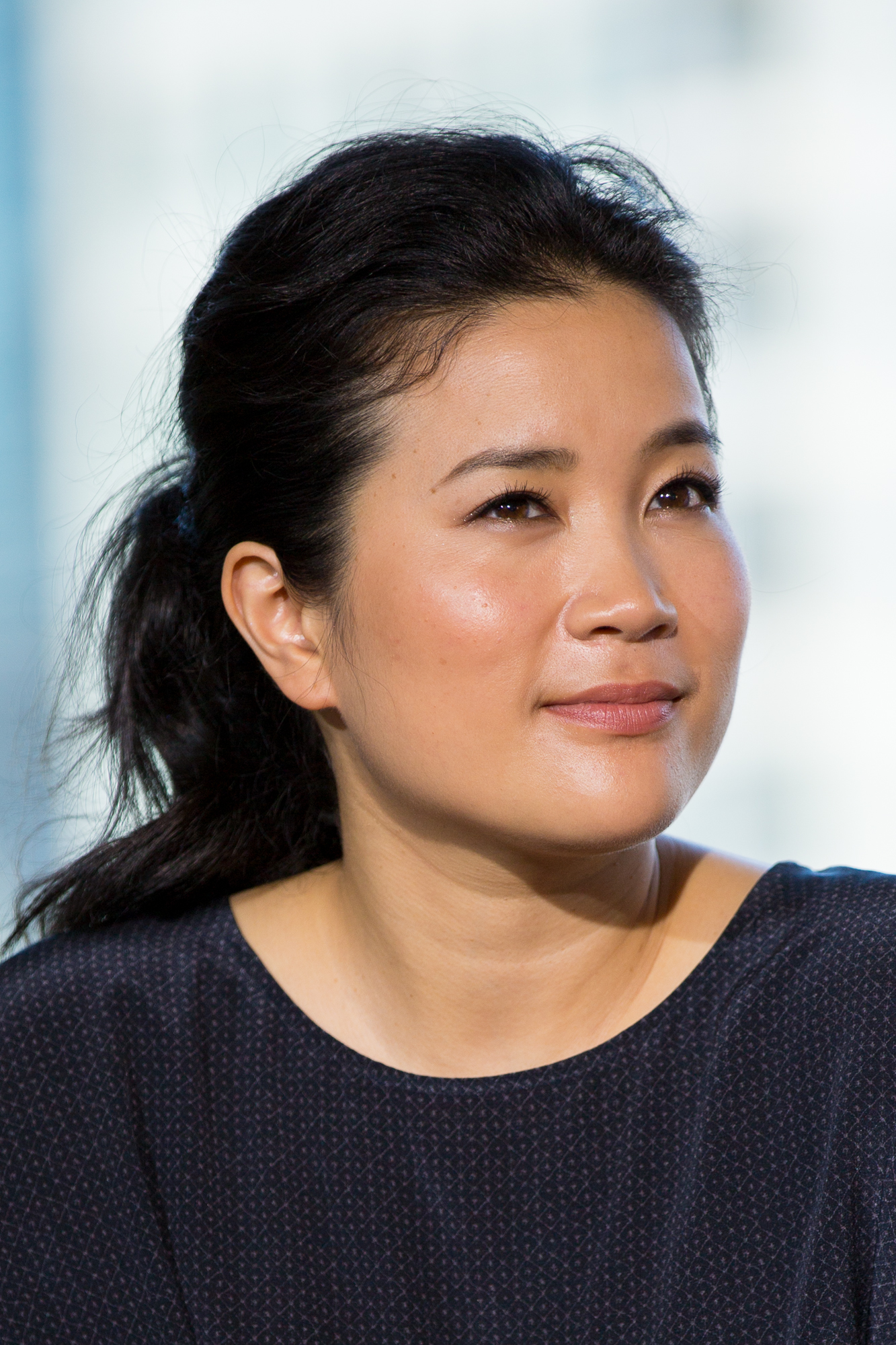
Jadyn Wong in 2016

## Filmografie

### Films
- 2021 Needle in a Timestack - als Zoe Mikkelsen
- 2016 You're Killing Me Susana - als Altagracia
- 2014 Debug - als Diondra
- 2014 Client Seduction - als Molly
- 2012 Cosmopolis - als interviewer van het geldkanaal
- 2011 Stay with Me - als Li
- 2009 Space Buddies - als Chinese verslaggeefster

### Televisieseries
Uitgezonderd eenmalige gastrollen.
- 2014-2018 Scorpion - als Happy Quinn - 93 afl.
- 2011 Being Erica - als Rachel - 6 afl.
- 2010 Caprica - als Game Master - 2 afl.
- 2006 Broken Trail - als Ghee Moon - 2 afl.

- Library of Congress Control Number: no2008155519
- Virtual International Authority File: 58906251
- WorldCat: E39PBJcwC6WvRjVPVj8xpqCPcP